# کپلین کو
کپلین کو (به انگلیسی: Caplin Cove) یک منطقهٔ مسکونی در کانادا است که در نیوفاندلند و لابرادور واقع شده‌است. کپلین کو تقریباً ۱۳۰ نفر جمعیت دارد.